# Daniel Jenkins
Daniel H. Jenkins (New York, 17 gennaio 1963) è un attore statunitense.

## Biografia
Daniel Jenkins è nato a New York nel 1963, figlio degli attore Joan Patchen e Ken Jenkins. Nel 1985, all'età di ventidue anni, fece il suo debutto a Broadway nel musical Big River, in cui interpretava Huckleberry Finn. La performance di Jenkins fu un grande successo di critica e pubblico e per la sua interpretazione ottenne una candidatura al Drama Desk Award e al Tony Award al miglior attore non protagonista in un musical. Da allora Jenkins è tornato a recitare regolarmente a Broadway in opere di prosa e musical, a partire dal 1994 quando interpretò il protagonista Prior Walter nel dramma Premio Pulitzer Angels in America - Fantasia gay su temi nazionali al Walter Kerr Theatre. 
Tornò a Broadway diverse altre volte, recitando in un revival di Big River nel 2003 - questa volta nel ruolo del narratore Mark Twain - oltre che nei musical Mary Poppins e Billy Elliot. Jenkins è attivo anche in campo televisivo e cinematografico. Il suo maggior successo sul grande schermo fu il film di Robert Altman Non giocate con il cactus, in cui interpretava il protagonista O.C. Ha recitato anche in diverse serie TV, tra cui Veep, The Good Wife e Orange Is The New Black.

## Filmografia

### Cinema
- Non giocate con il cactus (O.C. and Stiggs), regia di Robert Altman (1985)
- Dentro la grande mela (Five Corners), regia di Tony Bill (1987)
- Vietnam - Verità da dimenticare (In Country), regia di Norman Jewison (1989)
- Glory - Uomini di gloria (Glory), regia di Edward Zwick (1989)
- Il prezzo della libertà (Cradle Will Rock), regia di Tim Robbins (1999)
- Joshua, regia di George Ratliff (2007)
- The Irishman, regia di Martin Scorsese (2019)

### Televisione
- Una detective in gamba (Leg Work) - serie TV, 1 episodio (1987)
- The Caine Mutiny Court-Martial, regia di Robert Altman – film TV (1988)
- Law & Order: Criminal Intent - serie TV, 1 episodio (2001)
- Law & Order - Unità vittime speciali (Law & Order: Special Victims Unit) - serie TV, 2 episodi (2003-2005)
- Law & Order - I due volti della giustizia (Law & Order) - serie TV, 2 episodi (2008)
- The Good Wife - serie TV, 1 episodio (2013)
- Crossbones - serie TV, 1 episodio (2014)
- Blue Bloods - serie TV, 1 episodio (2015)
- Veep - Vicepresidente incompetente (Veep) - serie TV, 1 episodio (2015)
- Orange Is the New Black - serie TV, 1 episodio (2015)
- Elementary - serie TV, 1 episodio (2015)
- Bull - serie TV, 1 episodio (2017)
- The Blacklist - serie TV, 1 episodio (2019)
- Madam Secretary - serie TV, 1 episodio (2019)
- New Amsterdam - serie TV, 2 episodi (2019)
- Law & Order: Organized Crime - serie TV, episodi 3x05-3x06 (2023)

## Doppiatori italiani
Nelle versioni in italiano delle opere in cui ha recitato, Daniel Jenkins è stato doppiato da:
- Enzo Avolio in The Good Wife, Blue Bloods
- Maurizio Fardo in Vietnam - Verità da dimenticare
- Andrea Zalone in Law & Order: Criminal Intent
- Enrico Pallini in Elementary
- Stefano Billi in Bull
- Ambrogio Colombo in Law & Order: Organized Crime